# 2019年美國職棒大聯盟球季
2019年美國職棒大聯盟球季是美國聯盟和國家聯盟共同存在後的第119個賽季。
（美國時間）2019年3月28日美國本土開幕戰由紐約大都會對決華盛頓國民。
明星賽於7月9日克里夫蘭印地安人的主場進步球場進行，美聯以4比3擊敗國聯，拿下明星賽7連勝。
這一年是大聯盟最後一次實行9月大聯盟40人擴編。聯盟將在2020年球季開始將40人名單縮減至28人。

## 里程碑

### 其他
- 美國職棒大聯盟：
  - 5月，大聯盟總共出現1135支全壘打，打破了2017年8月締造的1119支全壘打紀錄。[2]這項紀錄在6月推進到1142支，[3]8月再推進到1228支。[4]
  - 金鶯隊的強納森·維拉在9月11日擊出大聯盟的第6106支全壘打，這支全壘打也打破了2017年締造的單季6105支全壘打紀錄。[5]
  - 大聯盟的三振紀錄也在該年推到了歷史新高。[6]
  - 道奇、太空人、洋基與雙城共4支球隊都拿下單季至少100勝，也是大聯盟首見。[7]
- 洛杉磯道奇在開幕戰面對亞利桑那響尾蛇，單場擊出8支全壘打，打破了大聯盟史上單一球隊在開幕戰的最多全壘打紀錄。[8]終場道奇以12比5大勝響尾蛇。道奇在前6場擊出17轟也追平隊史紀錄。[9]

- 藍鳥隊的Elvis Luciano成為大聯盟第一位於西元2000年出生的球員，他於美國時間3月31日於大聯盟初登板。[10]

- 西雅圖水手在4月11日創下了連續15場擊出全壘打的紀錄，打破了2002年由印地安人創下的14場紀錄。[11]後來水手隊將連續全壘打場次延續到20場，美國時間4月17日，水手隊遭到印地安人隊完封，紀錄停在20場。[12]

- 艾德溫·傑克森在5月15日身披藍鳥隊球衣出賽，這是他生涯第14支效力的隊伍，超越Octavio Dotel效力的13支隊伍紀錄。[13]

- 聖地牙哥教士在5月16日成為史上最久沒有任何投手投出無安打的球隊。他們繼1969年4月8日後就再也沒有投手投出無安打比賽過。[14]

- 太空人隊在5月18日擊敗紅襪後，他們在6月前達成了2次10連勝。歷史上只有1941年的紅雀隊和1955年的道奇隊達成過。[15]

- 明尼蘇達雙城成為大聯盟史上第一支在6月前達成5場比賽單場至少5轟的紀錄。[16]

- 巴爾的摩金鶯：
  - 他們在5月21日僅僅花了48場就被對手擊出100支全壘打，打破了2000年皇家隊創下的57場。[17]
  - 他們在6月28和29日成為大聯盟史上首支連續2場比賽都贏對手13分以上，且都沒讓對方得分的球隊。[18]

- 紐約洋基：
  - 他們成為大聯盟第一支在同一球場(金鶯公園)連6場比賽擊出至少3轟的球隊。[19]
  - 6月25日，球隊達成連續28場比賽敲出全壘打，締造大聯盟新紀錄。[20]後來他們將紀錄推進至31場。[21]

- 大聯盟在5月總共出現1135支全壘打，打破2017年7月創下的1119支。[2]後來這項紀錄在6月又以1142支給超越。[22]

- 華盛頓國民成為史上首支2次達成連續4名打者開轟的球隊。第一次是在2017年7月17日，第二次是在2019年6月9日。[23]

- 6月13日至16日，響尾蛇與洛磯進行4連戰。系列賽兩隊一共攻下92分，打破1929年由費城人和羅賓(今道奇隊)創下的88分紀錄。[24]

- 辛辛那提紅人在7月13日成為大聯盟史上活球年代後第一支單場擊出3支全壘打和5支三壘安打的球隊。[25]

- 舊金山巨人與亞利桑那響尾蛇在8月16日的比賽中皆各自擊出至少6發全壘打，創下國聯紀錄。[26]

- 辛辛那提紅人隊的麥可·洛倫岑成為繼1921年的貝比·魯斯之後，第一位單場同時開轟、拿下勝投以及在場上守備的球員。[27]

- 巨人隊的總教練布魯斯·波奇在9月18日達成執教2000勝，成為史上第11位達成此紀錄的總教練。[28]

### 打者
- 紅雀隊的保羅·高施密特成為大聯盟史上第一位在新球隊前2場比賽都擊出3支全壘打的球員。[29]

- 釀酒人隊的克里斯蒂安·葉力奇成為史上第6位開季前4場都擊出全壘打的球員。[30]

- 響尾蛇隊的扎克·格林基在美國時間4月2日面對教士隊擊出雙響砲，他以35歲之齡成為1957年來最老擊出雙響砲以上的投手。[31]

- 金鶯隊的克里斯·戴維斯在4月8日面對運動家隊的比賽中，第5局擊出飛球出局，締造了連續47打數無安打的尷尬紀錄。他也超越了2010到2011年由Eugenio Vélez締造的連續46打數無安打的紀錄。[32]最終戴維斯將連續打數無安打的紀錄推進到54場，他在4月13日面對紅襪擊出本季首安，才終結了此紀錄。[33]

- 道奇隊的科迪·貝林傑先是在4月26日達成88個壘打數為大聯盟三月四月總壘打數之最，[34]最後整個三月和四月他締造97個壘打數。[35]4月28日，他擊出單季第14轟，追平2006年的亞伯特·普荷斯、2007年的艾力士·羅德里奎茲和2019年克里斯蒂安·葉力奇，並列為5月前單季全壘打數最多的球員。[36]4月29日，他達成單季37分打點，成為5月前單季打點最多的球員。[37]

- 國民隊的胡安·索托、Victor Robles和Carter Kieboom在4月27日同場比賽擊出全壘打，且他們三名球員年紀都在21歲以下。[38]

- 巨人隊的巴勃羅·桑多瓦爾在5月6日成為1900年後第二位達成同場比賽盜壘、開轟又投球的選手。前一位達成此紀錄的選手為同樣來自巨人隊的克里斯提·馬修森，他在1905年5月23日達成此紀錄。[39]

- 大都會隊的羅賓森·坎諾在5月7日達成生涯2500安，為史上第101位達陣的球員，同時是第6位達陣的多明尼加籍球員。[40]

- 遊騎兵隊的喬伊·蓋洛在5月8日成為史上第一位擊出100轟，但是一壘安打未達100支的選手。[41]

- 天使隊的亞伯特·普荷斯在5月9日達成生涯2000分打點。繼漢克·阿倫和艾力士·羅德里奎茲後第三人。[42]

- 洛磯隊的崔佛·史托瑞成為大聯盟史上最快達成生涯百轟的游擊手。他僅出賽448場就達成此紀錄。[43]

- 勇士隊的奧斯汀·萊利在大聯盟生涯前16場出賽就擊出8支全壘打。歷史上只有Rhys Hoskins、卡洛斯·戴加多及崔佛·史托瑞達成過此項紀錄。而萊利在前16場比賽打入22分打點也追平大聯盟紀錄。[44]

- 洋基隊的埃德溫·恩卡納西翁在6月9日效力水手時，面對天使隊擊出生涯400轟，成為史上第56位達陣的球員。[45]

- 天使隊的大谷翔平在6月13日客場對戰坦帕灣光芒，四個打席分別敲出全壘打，二壘安打，三壘安打及一壘安打。是日籍選手在大聯盟首位達成完全打擊的球員。[46]

- 太空人隊的約爾丹·艾爾法瑞茲在6月15日成為史上第4位在大聯盟生涯前5場比賽擊出4支全壘打的球員，前三位是2005的Mike Jacobs、2013年的Yasiel Puig及2016年的崔佛·史托瑞。[47]

- 洛磯隊的查理·布萊克蒙在6月13日至16日面對教士隊的4連戰中敲出15支安打，打破1934年Buck Jordan和1961年Bill White保持的紀錄。[48]

- 大都會隊的彼特·阿隆索在6月22日擊出單季26轟，打破2017年由科迪·貝林傑保持新秀在明星賽前的全壘打紀錄。[49]7月7日，他成為繼1987年的馬克·麥奎爾和2017年的亞倫·賈吉後，第三位達成明星賽前30轟的菜鳥。[50]8月18日，他擊出單季40轟，成為國聯單季擊出最多全壘打的菜鳥[51]。9月20日，他擊出單季50轟，成為繼2017年的亞倫·賈吉後，第二位單季達成50轟的菜鳥。[52]9月28日，他擊出單季53轟，正式超越亞倫·賈吉，成為大聯盟菜鳥單季全壘打王。[53]

- 費城人隊的布萊斯·哈波在7月3日成為大聯盟史上首位同時擊出生涯1000安與生涯200轟的選手。[54]

- 光芒隊的Travis d'Arnaud在7月15日面對洋基的比賽中，成為史上首位單場擊出3轟，且擔任第一棒的捕手。[55]

- 藍鳥隊的波·比薛特在8月6日成為史上第一位在生涯前9場比賽擊出10支長打的球員。[56]

- 紅人隊的Aristides Aquino在8月10日成為大聯盟史上第一位達成連3局開轟的菜鳥。[57]9月2日，他只花122個打席就達成生涯15轟，超越Rhys Hoskins成為史上最快。[58]

- 紅襪隊的拉斐爾·迪佛斯在8月13日成為大聯盟史上第一位單場擊出6支安打，而且有4支二壘安打的球員。[59]

- 勇士隊的小羅納德·阿庫尼亞在8月23日達成單季30轟30盜，成為繼2012年的麥可·楚奧特後最年輕達成此紀錄的球員。[60]

- 響尾蛇隊的愛德華多·艾斯科巴在8月29日成為大聯盟史上第4位達成單季30轟，20支二壘安打與10支三壘安打的左右開弓打者。[61]

- 天使隊的麥可·楚奧特在8月31日達成生涯200轟200盜，他以28歲又24天成為最年輕達成此紀錄的球員。[62]

- 響尾蛇隊的凱特爾·馬提和愛德華多·艾斯科巴在9月4日都達成單季30轟，成為國聯史上第一對達成此紀錄的左右開弓打者。[63]

- 紅人隊的尤亨尼歐·蘇亞瑞茲在9月18日達成單季48轟，成為委內瑞拉籍的單季全壘打王。[64]

- 雙城隊的尼爾森·克魯斯在9月22日擊出單季第40轟，同時也是生涯400轟。[65]

### 投手

#### 無安打比賽
- 運動家隊的麥克·菲爾斯在5月7日面對紅人隊花了131球投出無安打比賽。這是大聯盟史上第300場無安打比賽。菲爾斯也成為史上第13位達成生涯至少投出2場無安打比賽的投手。[66]

- 天使隊的Taylor Cole和Félix Peña在7月12日面對水手隊投出無安打比賽。Cole投了2局6上6下，Peña接替後面7局投球僅投出一次保送。這是大聯盟史上第13場聯手無安打比賽，而這場比賽也剛好是泰勒·史凱格斯去世後的首場天使主場比賽。[67]

- 太空人隊的亞倫·桑契斯、Will Harris、Joe Biagini和克里斯·德文斯基在8月3日面對水手隊投出聯手無安打比賽。這是大聯盟史上第14場聯手無安打比賽。桑契斯主投6局，後面3位投手各投一局都沒被擊出安打。[68]

- 太空人隊的賈斯丁·韋蘭德在9月1日面對藍鳥隊投出無安打比賽。這是太空人隊史第13場無安打，也是韋蘭德生涯第3場無安打。他在該場比賽送出14次三振，只在第一局投出一次保送，之後連續解決26名打者。韋蘭德也成為大聯盟史上第一位在同一客場投出2場無安打比賽的投手，他也是大聯盟第6位達成生涯3場無安打的球員。[69]

#### 其他紀錄
- 大都會隊的賈寇伯·迪格隆與國民隊的麥斯·薛澤對決時分別投出10次及12次的三振，繼1970年開幕戰後，再度出現一場比賽兩位先發投手都投出10次以上三振的紀錄。[70]而他在4月3日締造了連續26場優質先發的紀錄，追平了名人堂球員鮑伯·費勒。[71]後來迪格隆在4月9日面對雙城隊只投4局就失6分吞敗，也終止了此一紀錄。[72]

- 印地安人隊的崔佛·鮑爾成為大聯盟史上首位連2場投至少5局，都只被擊出一支安打的投手。[73]

- 老虎隊的Shane Greene成為單季史上最快達成7次救援成功的投手，他僅在球隊的前10場比賽就達成此紀錄。[74]

- 響尾蛇隊的Taylor Clarke成為1969年以來第一位在初登板(4月20日)就擊出生涯首安和生涯首次救援成功的球員。[75]

- 紅雀隊的亞當·溫賴特在4月24日達成生涯150勝，成為史上第261位達成此成就的球員。[76]

- 國民隊的麥斯·薛澤在4月26日達成生涯2500次三振，成為史上第35為達成此成就的投手。[77]

- 洋基隊的C·C·沙巴西亞在4月30日達成生涯3000次三振，成為大聯盟史上第17位達成3000K的投手，左投第3人。[78]

- 國民隊的史蒂芬·史崔斯伯格在5月2日成為史上最快達成1500次三振的投手，他僅僅花了1272又1/3局。[79]

- 巨人隊的Pat Venditte和山姆·戴森在5月6日面對紅人的比賽中，於第6局單局投出4顆觸身球，追平1893年由海盜隊設下的紀錄。[80]

- 水手隊的費利克斯·赫南德茲在5月11日送出生涯2500次三振，成為史上第36位達成生涯2500次三振的球員。[81]

- 紅襪隊的克里斯·塞爾在5月14日主投7局送出17次三振，締造單一投手主投7局或7局內的三振數新紀錄。[82]

- 太空人隊的萊恩·普萊斯利在5月16日達成連38場出賽未失分，追平2011年由克雷格·金布雷爾創下的紀錄。[83]而他的連續未失分出賽場次停留在40場。[84]

- 響尾蛇隊的扎克·格林基在5月21日面對教士隊時達成生涯2500次三振，成為大聯盟史上第37位達成2500K的球員。[85]

- 小熊隊的科爾·漢梅爾斯在6月18日面對白襪隊時達成生涯2500次三振，成為大聯盟史上第38位達成2500K的球員。[86]

- 響尾蛇隊的葛雷格·霍蘭德在6月24日面對道奇隊時拿下生涯200次救援成功，成為大聯盟史上第51位達成200次救援成功的球員。[87]

- 紅襪隊的大衛·普萊斯在7月7日面對老虎隊時拿下生涯第150勝。[88]

- 太空人隊的格里特·柯爾在7月22日達成單季200次三振。他只花了133.1局投球就達成此紀錄，僅次於2001年藍迪·強森的130.2局。[89]

- 金鶯隊的外野手Stevie Wilkerson在7月25日面對天使隊於第16局上場投球，並拿下救援成功。成為大聯盟自從1969年開始計算救援成功之後，第一位拿下救援成功的野手。[90]

- 小熊隊的達比修有成為1893年後第一位達成連續5場先發都投出至少8次三振且沒有保送的投手。[91]這項紀錄在8月27日終止，該場比賽他投出7次三振和一個保送。[92]

- 馬林魚隊的Brian Moran在9月5日成為第一位初登板三振自己兄弟的投手(他的生涯首次三振送給了他的弟弟Colin Moran)。[93]

- 太空人隊的Roberto Ozuna在9月17日以24歲之齡達成生涯150次救援成功，成為史上最年輕達成此紀錄的投手。[94]

- 道奇隊的肯利·簡森在9月25日達成生涯300次救援成功。[95]

- 太空人隊的賈斯丁·韋蘭德在9月28日同時達成生涯3000次三振與單季300次三振，而且這兩項紀錄的苦主都是天使隊的Kole Calhoun。[96]

- 太空人隊的格里特·柯爾和賈斯丁·韋蘭德成為繼2001年的藍迪·強森和柯特·席林後，第一對同一季達成單季300次三振的隊友。[96]

## 例行賽排名
| 美国联盟         |     |     |      |      |
| 球隊             | 勝  | 敗  | 勝率 | 勝差 |
| 東區             |     |     |      |      |
| X-紐約洋基       | 103 | 59  | .636 | -    |
| Y-坦帕灣光芒     | 96  | 66  | .593 | 7    |
| 波士頓紅襪       | 84  | 78  | .519 | 19   |
| 多倫多藍鳥       | 67  | 95  | .414 | 36   |
| 巴爾的摩金鶯     | 54  | 108 | .333 | 49   |
| 中區             |     |     |      |      |
| X-明尼蘇達雙城   | 101 | 61  | .623 | -    |
| 克里夫蘭印地安人 | 93  | 69  | .574 | 8    |
| 芝加哥白襪       | 72  | 89  | .447 | 28.5 |
| 堪薩斯市皇家     | 59  | 103 | .364 | 42   |
| 底特律老虎       | 47  | 114 | .292 | 53.5 |
| 西區             |     |     |      |      |
| ▲-休士頓太空人   | 107 | 55  | .660 | -    |
| Y-奧克蘭運動家   | 97  | 65  | .599 | 10   |
| 德州遊騎兵       | 78  | 84  | .481 | 29   |
| 洛杉磯天使       | 72  | 90  | .444 | 35   |
| 西雅圖水手       | 68  | 94  | .420 | 39   |

| 國家联盟         |     |     |      |      |
| 球队             | 勝  | 敗  | 勝率 | 勝差 |
| 东区             |     |     |      |      |
| X-亞特蘭大勇士   | 97  | 65  | .599 | -    |
| Y-華盛頓國民     | 93  | 69  | .574 | 4    |
| 紐約大都會       | 86  | 76  | .531 | 11   |
| 費城費城人       | 81  | 81  | .500 | 16   |
| 邁阿密馬林魚     | 57  | 105 | .352 | 40   |
| 中区             |     |     |      |      |
| X-聖路易紅雀     | 91  | 71  | .562 | -    |
| Y-密爾瓦基釀酒人 | 89  | 73  | .549 | 2    |
| 芝加哥小熊       | 84  | 78  | .519 | 7    |
| 辛辛那提紅人     | 75  | 87  | .463 | 16   |
| 匹茲堡海盜       | 69  | 93  | .426 | 22   |
| 西区             |     |     |      |      |
| ▲-洛杉磯道奇     | 106 | 56  | .654 | -    |
| 亞利桑那響尾蛇   | 85  | 77  | .525 | 22   |
| 舊金山巨人       | 77  | 85  | .475 | 29   |
| 科羅拉多落磯     | 71  | 91  | .438 | 35   |
| 聖地牙哥教士     | 70  | 92  | .432 | 36   |

芝加哥白襪 、底特律老虎 有一賽事聯盟取消，故此兩隊出賽161場
- ▲=該聯盟戰績最佳球隊，X=分區冠軍， Y=外卡

## 季後賽

### 出線過程
|  | 外卡賽 (美聯外卡賽, 國聯外卡賽) | 外卡賽 (美聯外卡賽, 國聯外卡賽) | 外卡賽 (美聯外卡賽, 國聯外卡賽) |  |   | 分區賽 (美聯分區賽, 國聯分區賽) | 分區賽 (美聯分區賽, 國聯分區賽) | 分區賽 (美聯分區賽, 國聯分區賽) |              |   | 聯盟冠軍賽 (美聯冠軍賽, 國聯冠軍賽) | 聯盟冠軍賽 (美聯冠軍賽, 國聯冠軍賽) | 聯盟冠軍賽 (美聯冠軍賽, 國聯冠軍賽) |  |  | 世界大賽 | 世界大賽     | 世界大賽 |
|  |                                 |                                 |                                 |  |   |                                 |                                 |                                 |              |   |                                     |                                     |                                     |  |  |          |              |          |
|  |                                 |                                 |                                 |  |   | 1                               | 休士頓太空人                    | 3                               |              |   |                                     |                                     |                                     |  |  |          |              |          |
|  | 4                               | 奧克蘭運動家                    | 0                               |  |   | 5                               | 坦帕灣光芒                      | 2                               |              |   |                                     |                                     |                                     |  |  |          |              |          |
|  | 4                               | 奧克蘭運動家                    | 0                               |  | 1 | 5                               | 坦帕灣光芒                      | 2                               | 休士頓太空人 | 4 |                                     |                                     |                                     |  |  |          |              |          |
|  | 5                               | 坦帕灣光芒                      | 1                               |  | 1 |                                 | 美國聯盟                        | 美國聯盟                        | 美國聯盟     | 4 |                                     |                                     |                                     |  |  |          |              |          |
|  | 5                               | 坦帕灣光芒                      | 1                               |  | 2 | 紐約洋基                        | 美國聯盟                        | 美國聯盟                        | 美國聯盟     | 2 |                                     |                                     |                                     |  |  |          |              |          |
|  |                                 |                                 |                                 |  |   | 紐約洋基                        | 2                               | 紐約洋基                        | 3            | 2 |                                     |                                     |                                     |  |  |          |              |          |
|  |                                 |                                 |                                 |  |   |                                 | 2                               | 紐約洋基                        | 3            |   |                                     |                                     |                                     |  |  |          |              |          |
|  |                                 |                                 |                                 |  |   | 3                               | 明尼蘇達雙城                    | 0                               |              |   |                                     |                                     |                                     |  |  |          |              |          |
|  |                                 |                                 |                                 |  |   |                                 |                                 |                                 |              |   |                                     |                                     |                                     |  |  | AL1      | 休士頓太空人 | 3        |
|  |                                 |                                 |                                 |  |   |                                 |                                 | NL4                             | 華盛頓國民   | 4 |                                     |                                     |                                     |  |  |          |              |          |
|  |                                 |                                 |                                 |  |   | 1                               | 洛杉磯道奇                      | 2                               |              |   |                                     |                                     |                                     |  |  |          |              |          |
|  | 4                               | 華盛頓國民                      | 1                               |  |   | 4                               | 華盛頓國民                      | 3                               |              |   |                                     |                                     |                                     |  |  |          |              |          |
|  | 4                               | 華盛頓國民                      | 1                               |  | 4 | 4                               | 華盛頓國民                      | 3                               | 華盛頓國民   | 4 |                                     |                                     |                                     |  |  |          |              |          |
|  | 5                               | 密爾瓦基釀酒人                  | 0                               |  | 4 |                                 | 國家聯盟                        | 國家聯盟                        | 國家聯盟     | 4 |                                     |                                     |                                     |  |  |          |              |          |
|  | 5                               | 密爾瓦基釀酒人                  | 0                               |  | 3 | 聖路易紅雀                      | 國家聯盟                        | 國家聯盟                        | 國家聯盟     | 0 |                                     |                                     |                                     |  |  |          |              |          |
|  |                                 |                                 |                                 |  |   | 聖路易紅雀                      | 2                               | 亞特蘭大勇士                    | 2            | 0 |                                     |                                     |                                     |  |  |          |              |          |
|  |                                 |                                 |                                 |  |   |                                 | 2                               | 亞特蘭大勇士                    | 2            |   |                                     |                                     |                                     |  |  |          |              |          |
|  |                                 |                                 |                                 |  |   | 3                               | 聖路易紅雀                      | 3                               |              |   |                                     |                                     |                                     |  |  |          |              |          |

## 全明星賽
2019年全明星賽於7月9日在克里夫蘭印地安人的主場進步球場舉行。

## 總教練更換

#### 球季前
| 球隊         | 前任總教練    | 代理總教練      | 离职原因 | 接任總教練      |
| ------------ | ------------- | --------------- | -------- | --------------- |
| 辛辛那提紅人 | 布萊恩·普萊斯 | 吉姆·瑞戈格爾曼 | 開除     | 大衛·貝爾       |
| 巴爾的摩金鶯 | 巴克·休瓦特   |                 | 不續約   | 布蘭登·海德     |
| 明尼蘇達雙城 | 保羅·莫利托   |                 | 開除     | 羅科·巴爾德里   |
| 洛杉磯天使   | 麥克·梭夏     |                 | 辭職     | 布萊德·奧斯摩斯 |
| 德州遊騎兵   | 傑夫·班尼斯特 | 唐·若松         | 開除     | 克里斯·伍德沃德 |
| 多倫多藍鳥   | 約翰·吉本斯   |                 | 不續約   | 查利·蒙托       |

#### 球季中
| 球隊         | 前任總教練  | 代理總教練    | 离职原因 | 接任總教練    |
| ------------ | ----------- | ------------- | -------- | ------------- |
| 聖地牙哥教士 | 安迪·格林   | 羅德·巴拉哈斯 | 開除     | 傑斯·汀格勒   |
| 匹茲堡海盜   | 克林特·赫鐸 | 無            | 開除     | 德瑞克·薛爾頓 |

## 數據統計排行榜

### 美國聯盟
| 項目   | 球員                             | 數據 |
| ------ | -------------------------------- | ---- |
| 打擊率 | 提姆·安德森 （芝加哥白襪）       | .335 |
| 全壘打 | 荷黑·索列爾 （堪薩斯市皇家）     | 48   |
| 打點   | 荷西·阿布瑞尤 （芝加哥白襪）     | 123  |
| 得分   | 穆奇·貝茲 （波士頓紅襪）         | 135  |
| 安打   | 維特·梅利菲爾德 （堪薩斯市皇家） | 206  |
| 盜壘   | 麥勒克斯·史密斯 （西雅圖水手）   | 46   |

| 項目     | 球員                           | 數據 |
| -------- | ------------------------------ | ---- |
| 勝投     | 賈斯丁·韋蘭德 （休士頓太空人） | 21   |
| 敗投     | 史賓塞·登柏爾 （底特律老虎）   | 17   |
| 防禦率   | 格里特·柯爾 （休士頓太空人）   | 2.50 |
| 三振     | 格里特·柯爾 （休士頓太空人）   | 326  |
| 投球局數 | 賈斯丁·韋蘭德 （休士頓太空人） | 223  |
| 救援成功 | Roberto Osuna （休士頓太空人） | 38   |

### 國家聯盟
| 項目   | 球員                                                               | 數據 |
| ------ | ------------------------------------------------------------------ | ---- |
| 打擊率 | 克里斯蒂安·葉力奇 （密爾瓦基釀酒人） 凱特爾·馬提（亞利桑那響尾蛇） | .329 |
| 全壘打 | 彼特·阿隆索 （紐約大都會）                                         | 53   |
| 打點   | 安東尼·倫登 （華盛頓國民）                                         | 126  |
| 得分   | 小羅納德·阿庫尼亞 （亞特蘭大勇士）                                 | 127  |
| 安打   | 奧西·艾爾比斯 （亞特蘭大勇士）                                     | 189  |
| 盜壘   | 小羅納德·阿庫尼亞 （亞特蘭大勇士）                                 | 37   |

| 項目     | 球員                                                                                           | 數據 |
| -------- | ---------------------------------------------------------------------------------------------- | ---- |
| 勝投     | 史蒂芬·史崔斯伯格 （華盛頓國民）                                                               | 18   |
| 敗投     | Sandy Alcantara （邁阿密馬林魚） 邁爾士·米克拉斯（聖路易紅雀） Merrill Kelly（亞利桑那響尾蛇） | 14   |
| 防禦率   | 柳賢振 （洛杉磯道奇）                                                                          | 2.32 |
| 三振     | 賈寇伯·迪格隆 （紐約大都會）                                                                   | 255  |
| 投球局數 | 史蒂芬·史崔斯伯格 （華盛頓國民）                                                               | 209  |
| 救援成功 | 克爾比·耶茲 （聖地牙哥教士）                                                                   | 41   |

### 單月獎項
| 月份 | 美國聯盟          | 國家聯盟          |
| ---- | ----------------- | ----------------- |
| 4月  | 提姆·安德森       | 科迪·貝林傑       |
| 5月  | 拉斐爾·迪佛斯     | 喬許·貝爾         |
| 6月  | D·J·勒馬修        | 查理·布萊克蒙     |
| 7月  | 尤里斯基·古力歐   | 保羅·高施密特     |
| 8月  | 艾力克斯·布萊格曼 | Aristides Aquino  |
| 9月  | 奧斯汀·米多斯     | 尤亨尼歐·蘇亞瑞茲 |

| 月份 | 美國聯盟        | 國家聯盟          |
| ---- | --------------- | ----------------- |
| 4月  | 泰勒·格拉斯諾   | 路易斯·卡斯提歐   |
| 5月  | 盧卡斯·吉奧里托 | 柳賢振            |
| 6月  | 格里特·柯爾     | 麥斯·薛澤         |
| 7月  | 格里特·柯爾     | 史蒂芬·史崔斯伯格 |
| 8月  | Mike Clevinger  | 傑克·弗萊赫提     |
| 9月  | 格里特·柯爾     | 傑克·弗萊赫提     |

| 月份 | 美國聯盟          | 國家聯盟         |
| ---- | ----------------- | ---------------- |
| 4月  | 布蘭登·勞爾       | 彼特·阿隆索      |
| 5月  | Michael Chavis    | 奧斯汀·萊利      |
| 6月  | 約爾丹·艾爾法瑞茲 | 彼特·阿隆索      |
| 7月  | 約爾丹·艾爾法瑞茲 | Keston Hiura     |
| 8月  | 約爾丹·艾爾法瑞茲 | Aristides Aquino |
| 9月  | 埃洛伊·席曼尼茲   | 彼特·阿隆索      |

## 獎項
| 全美棒球記者協會(BBWAA)獎項 | 全美棒球記者協會(BBWAA)獎項 | 全美棒球記者協會(BBWAA)獎項 | 全美棒球記者協會(BBWAA)獎項 | 全美棒球記者協會(BBWAA)獎項 | 全美棒球記者協會(BBWAA)獎項 | 全美棒球記者協會(BBWAA)獎項 | 全美棒球記者協會(BBWAA)獎項 | 全美棒球記者協會(BBWAA)獎項 |
| BBWAA獎項                   | 國家聯盟                    | 美國聯盟                    |                             |                             |                             |                             |                             |                             |
| --------------------------- | --------------------------- | --------------------------- | --------------------------- | --------------------------- | --------------------------- | --------------------------- | --------------------------- | --------------------------- |
| 年度最佳新人獎              | 彼特·阿隆索 (NYM)           | 約爾丹·艾爾法瑞茲 (HOU)     |                             |                             |                             |                             |                             |                             |
| 賽揚獎                      | 賈寇伯·迪格隆 (NYM)         | 賈斯丁·韋蘭德 (HOU)         |                             |                             |                             |                             |                             |                             |
| 年度最佳教練獎              | Mike Shildt (STL)           | 羅科·巴爾德里 (MIN)         |                             |                             |                             |                             |                             |                             |
| 最有價值球員獎              | 科迪·貝林傑 (LAD)           | 麥可·楚奧特 (LAA)           |                             |                             |                             |                             |                             |                             |
| 金手套獎                    |                             |                             |                             |                             |                             |                             |                             |                             |
| 位置                        | 國家聯盟                    | 美國聯盟                    |                             |                             |                             |                             |                             |                             |
| 投手                        | 扎克·格林基 (ARI)           | Mike Leake (SEA)            |                             |                             |                             |                             |                             |                             |
| 捕手                        | J·T·瑞爾穆托 (PHI)          | 羅伯托·培瑞茲 (CLE)         |                             |                             |                             |                             |                             |                             |
| 一壘手                      | 安東尼·瑞佐 (CHC)           | 麥特·歐森 (OAK)             |                             |                             |                             |                             |                             |                             |
| 二壘手                      | 寇頓·王 (STL)               | Yolmer Sánchez (CWS)        |                             |                             |                             |                             |                             |                             |
| 三壘手                      | 諾蘭·阿里納多 (COL)         | 麥特·查普曼 (OAK)           |                             |                             |                             |                             |                             |                             |
| 游擊手                      | 尼克·亞梅德 (ARI)           | 法蘭西斯科·林多爾 (CLE)     |                             |                             |                             |                             |                             |                             |
| 左外野手                    | 大衛·培洛塔 (ARI)           | 艾力士·古登 (KC)            |                             |                             |                             |                             |                             |                             |
| 中外野手                    | 洛倫佐·肯恩 (MIL)           | 凱文·基爾邁爾 (TB)          |                             |                             |                             |                             |                             |                             |
| 右外野手                    | 科迪·貝林傑 (LAD)           | 穆奇·貝茲 (BOS)             |                             |                             |                             |                             |                             |                             |
| 銀棒獎                      |                             |                             |                             |                             |                             |                             |                             |                             |
| 投手/指定打擊               | 扎克·格林基 (ARI)           | 尼爾森·克魯斯 (MIN)         |                             |                             |                             |                             |                             |                             |
| 捕手                        | J·T·瑞爾穆托 (PHI)          | 米契·加佛 (MIN)             |                             |                             |                             |                             |                             |                             |
| 一壘手                      | 弗萊迪·弗里曼 (ATL)         | 卡洛斯·桑塔納 (CLE)         |                             |                             |                             |                             |                             |                             |
| 二壘手                      | 奧西·艾爾比斯 (ATL)         | D·J·勒馬修 (NYY)            |                             |                             |                             |                             |                             |                             |
| 三壘手                      | 安東尼·倫登 (WAS)           | 艾力克斯·布萊格曼 (HOU)     |                             |                             |                             |                             |                             |                             |
| 游擊手                      | 崔佛·史托瑞 (COL)           | 贊德爾·柏加茲 (BOS)         |                             |                             |                             |                             |                             |                             |
| 左外野手                    | 小羅納德·阿庫尼亞 (ATL)     | 穆奇·貝茲 (BOS)             |                             |                             |                             |                             |                             |                             |
| 中外野手                    | 科迪·貝林傑 (LAD)           | 喬治·史普林格 (HOU)         |                             |                             |                             |                             |                             |                             |
| 右外野手                    | 克里斯蒂安·葉力奇 (MIL)     | 麥可·楚奧特 (LAA)           |                             |                             |                             |                             |                             |                             |

### 其他獎項
- 運動新聞報年度最佳球員: 麥可·楚奧特 (LAA)
- 東山再起獎: 卡洛斯·卡拉斯可 (CLE, 美聯); 賈許·唐納森 (ATL, 國聯)
- 漢克阿倫獎: 麥可·楚奧特 (LAA, 美聯); 克里斯蒂安·葉力奇 (MIL, 國聯)
- 羅伯托·克萊門特獎（英语：Roberto Clemente Award） : 卡洛斯·卡拉斯可  (CLE)
- 馬里安諾·李維拉美聯後援投手獎 (最佳美聯後援投手): 阿羅魯迪斯·查普曼  (NYY)
- 崔佛·霍夫曼國聯後援投手獎 (最佳國聯後援投手): 賈許·海德  (MIL)
- 華倫·史潘獎 (最佳左投手): 派翠克·柯賓 (WAS)

| 投手     | 扎克·格林基   |
| 捕手     | 羅伯托·培瑞茲 |
| 一壘手   | 麥特·歐森     |
| 二壘手   | 寇頓·王       |
| 三壘手   | 麥特·查普曼   |
| 游擊手   | 尼克·亞梅德   |
| 左外野手 | 大衛·培洛塔   |
| 中外野手 | 洛倫佐·肯恩   |
| 右外野手 | 科迪·貝林傑   |
| 多守位   | 科迪·貝林傑   |

### 年度最佳陣容
| 先發投手 | 格里特·柯爾 (HOU)       | 扎克·格林基 (ARI/HOU)   |
| 先發投手 | 賈斯丁·韋蘭德 (HOU)     | 柳賢振 (LAD)            |
| 先發投手 | 賈寇伯·迪格隆 (NYM)     | 傑克·弗萊赫提 (STL)     |
| 先發投手 | 麥斯·薛澤 (WAS)         | 查理·莫頓 (TB)          |
| 先發投手 | 史蒂芬·史崔斯伯格 (WAS) | 麥克·索羅卡 (ATL)       |
| 後援投手 | 克爾比·耶茲 (SD)        | 阿羅魯迪斯·查普曼 (NYY) |
| 後援投手 | 賈許·海德 (MIL)         | 利安·漢崔克斯 (OAK)     |
| 捕手     | J·T·瑞爾穆托 (PHI)      | 亞斯曼尼·葛蘭多 (MIL)   |
| 一壘手   | 彼特·阿隆索 (NYM)       | 弗萊迪·弗里曼 (ATL)     |
| 二壘手   | D·J·勒馬修 (NYY)        | 荷西·奧圖維 (HOU)       |
| 三壘手   | 安東尼·倫登 (WAS)       | 艾力克斯·布萊格曼 (HOU) |
| 游擊手   | 贊德爾·柏加茲 (BOS)     | 馬可斯·塞米恩 (OAK)     |
| 外野手   | 麥可·楚奧特 (LAA)       | 胡安·索托 (WAS)         |
| 外野手   | 科迪·貝林傑 (LAD)       | 小羅納德·阿庫尼亞 (ATL) |
| 外野手   | 克里斯蒂安·葉力奇 (MIL) | 穆奇·貝茲 (BOS)         |
| 指定打擊 | 尼爾森·克魯斯 (MIN)     | 約爾丹·艾爾法瑞茲 (HOU) |

## 退休人物
- C·C·沙巴西亞在2018年11月2日宣布2019年球季後退休。[97]

- 布魯斯·波奇在2019年2月18日宣布2019年球季後退休，正式卸下巨人總教練身分。[98]

- 鈴木一朗在2019年3月21日宣布正式退休。[99]

- Jason Hammel在2019年3月23日宣布正式退休。[100]

- Allen Craig在2019年4月12日宣布正式退休。[101]

- Craig Gentry在2019年5月2日宣布正式退休。[102]

- 傑克·皮維在2019年5月5日宣布正式退休。[103]

- 詹姆斯·隆尼在2019年5月10日宣布正式退休。[104]

- 上原浩治在2019年5月19日宣布正式退休。[105]

- Sean Burnett在2019年5月28日宣布正式退休。[106]

- Matt den Dekker在2019年6月7日宣布正式退休。[107]

- Alex Meyer在2019年6月25日宣布正式退休。[108]

- Cody Decker在2019年7月1日宣布正式退休。[109]

- Chris Stewart和Kirk Nieuwenhuis在2019年7月12日宣布正式退休。[110]

- 特洛伊·托洛維斯基在2019年7月25日宣布正式退休。[111]

- 艾汀森·沃奎茲在2019年7月27日宣布球季結束後退休。[112]

- Danny Farquhar在2019年7月31日宣布正式退休。[113]

- Ty Kelly在2019年8月24日宣布正式退休。[114]

- 內德·約斯特在2019年9月23日宣布2019年球季後退休，正式卸下皇家總教練身分。[115]

- 布萊恩·麥肯在2019年10月9日宣布正式退休。[116]

- 大衛·佛里斯在2019年10月12日宣布正式退休。[117]

- Mike Olt在2019年10月25日宣布正式退休。[118]

- 麥可·桑德斯在2019年10月25日宣布正式退休。[119]

- 馬丁·普拉多在2019年11月7日宣布正式退休。[120]

- Kristopher Negron在2019年11月12日宣布正式退休。[121]

- Clint Hurdle在2019年11月13日宣布正式從總教練身分退休。[122]

- Koda Glover在2019年12月2日宣布正式退休。[123]

- 伊恩·金斯勒在2019年12月20日宣布正式退休。[124]

## 退休號碼
- 德州遊騎兵隊在6月8日把艾德里安·貝爾垂的29號球衣退休。[125]

- 明尼蘇達雙城隊在6月15日把喬·莫爾的7號球衣退休。[126]

- 德州遊騎兵隊在8月31日把麥可·楊的10號球衣退休。[127]

## 外部連結
- 2019 Major League Baseball season schedule（页面存档备份，存于）